# Cueta tosta
Cueta tosta är en insektsart som beskrevs av Navás 1914. Cueta tosta ingår i släktet Cueta och familjen myrlejonsländor. Inga underarter finns listade i Catalogue of Life.